# Halat-e Chālāb Zard
Halat-e Chālāb Zard (persiska: هلت, هلت چالاب زرد) är en ort i Iran.   Den ligger i provinsen Ilam, i den västra delen av landet, 500 km sydväst om huvudstaden Teheran. Halat-e Chālāb Zard ligger 930 meter över havet och antalet invånare är 141.
Terrängen runt Halat-e Chālāb Zard är huvudsakligen kuperad, men åt sydväst är den bergig. Runt Halat-e Chālāb Zard är det ganska glesbefolkat, med 39 invånare per kvadratkilometer. Närmaste större samhälle är Lūmār, 8,8 km söder om Halat-e Chālāb Zard. Omgivningarna runt Halat-e Chālāb Zard är i huvudsak ett öppet busklandskap.